# Aïn Farba
Aïn Farba este o comună din departamentul Tintane, Regiunea Hodh El Gharbi, Mauritania, cu o populație de 7.677 locuitori.